# Harzer
El harzer (en alemany Harzer Käse, 'formatge del Harz') és un formatge elaborat amb llet agra semidesnatada (similar al quark) que només conté un petit percentatge de greix, molt popular en algunes parts d'Alemanya. Originàriament prové dels voltants del Harz, al sud de Braunschweig. És característic per la seva olor forta i l'aroma picant.